# 殺人ライブへようこそ
『殺人ライブへようこそ』は竹本健治による推理小説である。1991年に徳間書店トクマノベルスから発売。1996年には（徳間文庫）で文庫化されている。

## あらすじ
高校二年の武藤類子はある日ひょんなことから、とあるロックバンドのマスコットガールに任命されてしまう。
剣道部をそっちのけでライブにのめり込む類子だったが、憬れのミュージシャン速水果月のライブ中に殺人事件が起きた事から、徐々に彼女の身辺に異変が起き始める……

## 概要
後に『ゲーム三部作』の主人公、牧場智久のパートナーを務める剣道少女、武藤類子の初登場作。音楽と部活との間で揺れ動く女子の心情を、一人称で書き綴った青春小説でもある。推理小説としてもフーダニットを主軸にした物語となっている。なお、中心人物の一人である速水果月は、その後も竹本自身による初の漫画作品、『入神』（99年9月 南雲堂）に登場している。